# Remington 700
Súng Remington 700 hay Remington Model 700 một loại súng trường thiện xạ được sản xuất bởi Remington Arms kể từ năm 1962. Súng được phát triển từ hàng loạt các súng Bắn tỉa Thiện xạ Remington 721 và 722, được làm từ năm 1948. Các súng bắn tỉa Xạ thủ M24 và M40 của Quân đội Hoa Kỳ được sản xuất đều dựa trên thiết kế của Remington 700.